# Richard Jungclaus
Richard Jungclaus, född 17 mars 1905 i Freiburg, död 15 april 1945 i Jugoslavien, var en tysk SS-Gruppenführer och generallöjtnant i polisen. Han var Högre SS- och polischef i Belgien-Nordfrankreich från den 1 augusti till den 16 september 1944.

## Biografi
Jungclaus blev 1930 medlem i Nationalsocialistiska tyska arbetarpartiet (NSDAP) och Sturmabteilung (SA). Året därpå flyttade han över från SA till Schutzstaffel (SS) och fick under de följande åren flera olika uppgifter inom SS. Från 1937 till 1938 var han kommendant för 12. SS-Standarte i Niedersachsen. Därefter blev han kommendant för SS-Abschnitt IV i Braunschweig. Under den tyska ockupationen av Nederländerna och Belgien var han rådgivare vid nederländska och flamländska SS.
Den 1 augusti 1944 utnämndes Jungclaus till Högre SS- och polischef (Höhere SS- und Polizeiführer, HSSPF) i ämbetsområdet Belgien-Nordfrankreich med tjänstesäte i Bryssel. Den 14 augusti blev han därtill militär befälhavare för samma område. De allierade drog allt närmare och i slutet av augusti flydde Jungclaus från Bryssel med sin stab. Detta kom till Reichsführer-SS Heinrich Himmlers kännedom och denne degraderade Jungclaus till Hauptsturmführer i reserven och kommenderade honom till 7. SS-Freiwilligen-Gebirgs-Division Prinz Eugen i Jugoslavien. Där stupade Jungclaus i april 1945.

### Webbkällor
- ”Richard Jungclaus – SS-Gruppenführer und Generalleutnant der Polizei” (på polska). Druga Wojna Światowa. Waldemar Sadaj. Arkiverad från originalet den 28 april 2014. https://www.webcitation.org/6PB9Bdiuo?url=http://www.dws-xip.pl/reich/biografie/7368.html. Läst 28 april 2014.